# Figaró-Montmany
Figaró-Montmany ist eine katalanische Gemeinde in der Provinz Barcelona im Nordosten Spaniens. Sie liegt in der Comarca Vallès Oriental.